# Alkmaar Zaanstreek 2014-2015
Questa voce raccoglie le informazioni riguardanti l'Alkmaar Zaanstreek nelle competizioni ufficiali della stagione 2014-2015.

## Organigramma societario
Area tecnica
- Manager sportivo: Earnest Stewart
- Allenatore: John van den Brom
- Allenatore in seconda: Marco van Basten
- Preparatore atletico: Robbert de Groot
- Preparatore dei portieri: Nick van Aart
- Osservatori: Max Huiberts, Arthur Numan

## Maglie e sponsor
|  | Casa |

## Rosa
| N. |                        | Ruolo | Calciatore         |
| -- | ---------------------- | ----- | ------------------ |
| 1  | Costa Rica (bandiera)  | P     | Esteban Alvarado   |
| 2  | Svezia (bandiera)      | D     | Mattias Johansson  |
| 3  | Paesi Bassi (bandiera) | D     | Jeffrey Gouweleeuw |
| 4  | Belgio (bandiera)      | D     | Jan Wuytens        |
| 6  | Paraguay (bandiera)    | C     | Celso Ortiz        |
| 7  | Paesi Bassi (bandiera) | C     | Guus Hupperts      |
| 9  | Stati Uniti (bandiera) | A     | Aron Jóhannsson    |
| 10 | Norvegia (bandiera)    | C     | Markus Henriksen   |
| 11 | Svezia (bandiera)      | C     | Muamer Tanković    |

| N. |                        | Ruolo | Calciatore        |
| -- | ---------------------- | ----- | ----------------- |
| 14 | Paesi Bassi (bandiera) | D     | Wesley Hoedt      |
| 16 | Belgio (bandiera)      | P     | Yves De Winter    |
| 17 | Paesi Bassi (bandiera) | D     | Djavan Anderson   |
| 19 | Paesi Bassi (bandiera) | C     | Dabney dos Santos |
| 20 | Paesi Bassi (bandiera) | C     | Thom Haye         |
| 21 | Paesi Bassi (bandiera) | A     | Robert Mühren     |
| 22 | Paesi Bassi (bandiera) | A     | Steven Berghuis   |
| 23 | Paesi Bassi (bandiera) | D     | Derrick Luckassen |
| 24 | Paesi Bassi (bandiera) | D     | Ridgeciano Haps   |
| 25 | Uruguay (bandiera)     | D     | Sergio Rochet     |

## Risultati

### Campionato

#### Girone di andata
| Arbitro: | Dennis Higler |

|  |           |                                        |
|  | Marcatori | 56’ Berghuis 62’ Hupperts 75’ Tanković |

| Arbitro: | Kevin Blom |

|              |           |                                      |
| Berghuis 50’ | Marcatori | 15’ Klaassen 69’ Schöne 90’ El Ghazi |

| 23 agosto 2014, ore 18:30 3ª giornata | Willem II | 3 – 0 | AZ Alkmaar |  |

| 30 agosto 2014, ore 19:45 4ª giornata | Dordrecht | 1 – 3 | AZ Alkmaar |  |

| 13 settembre 2014, ore 19:45 5ª giornata | AZ Alkmaar | 0 – 1 | Heerenveen |  |

| 21 settembre 2014, ore 14:30 6ª giornata | AZ Alkmaar | 1 – 0 | PEC Zwolle |  |

| 27 settembre 2014, ore 20:45 7ª giornata | ADO Den Haag | 2 – 3 | AZ Alkmaar |  |

| 5 ottobre 2014, ore 14:30 8ª giornata | AZ Alkmaar | 2 – 2 | Twente |  |

| 18 ottobre 2014, ore 18:30 9ª giornata | PSV | 3 – 0 | AZ Alkmaar |  |

| 25 ottobre 2014, ore 19:45 10ª giornata | AZ Alkmaar | 2 – 2 | Groningen |  |

| 2 novembre 2014, ore 14:30 11ª giornata | AZ Alkmaar | 3 – 3 | Excelsior |  |

| 8 novembre 2014, ore 20:45 12ª giornata | NAC Breda | 0 – 1 | AZ Alkmaar |  |

| 22 novembre 2014, ore 18:30 13ª giornata | AZ Alkmaar | 1 – 0 | Vitesse |  |

| 29 novembre 2014, ore 20:45 14ª giornata | Cambuur | 0 – 2 | AZ Alkmaar |  |

| 6 dicembre 2014, ore 18:30 15ª giornata | AZ Alkmaar | 2 – 0 | Go Ahead Eagles |  |

| 14 dicembre 2014, ore 16:45 16ª giornata | Feyenoord | 2 – 2 | AZ Alkmaar |  |

| 20 dicembre 2014, ore 20:45 17ª giornata | AZ Alkmaar | 0 – 3 | Utrecht |  |

#### Girone di ritorno
| 17 gennaio 2015, ore 19:45 18ª giornata | AZ Alkmaar | 2 – 0 | Dordrecht |  |

| 24 gennaio 2015, ore 19:45 19ª giornata | PEC Zwolle | 1 – 1 | AZ Alkmaar |  |

| 1 febbraio 2015, ore 16:45 20ª giornata | AZ Alkmaar | 3 – 1 | Heracles Almelo |  |

| 5 febbraio 2015, ore 20:45 21ª giornata | Ajax | 0 – 1 | AZ Alkmaar |  |

| 8 febbraio 2015, ore 16:45 22ª giornata | Groningen | 2 – 4 | AZ Alkmaar |  |

| 13 febbraio 2015, ore 20:00 23ª giornata | AZ Alkmaar | 2 – 4 | PSV |  |

| 21 febbraio 2015, ore 19:45 24ª giornata | Go Ahead Eagles | 0 – 2 | AZ Alkmaar |  |

| 28 febbraio 2015, ore 19:45 25ª giornata | AZ Alkmaar | 2 – 0 | Willem II |  |

| 8 marzo 2015, ore 16:45 26ª giornata | Utrecht | 6 – 2 | AZ Alkmaar |  |

| 13 marzo 2015, ore 20:00 27ª giornata | Vitesse | 3 – 1 | AZ Alkmaar |  |

| 21 marzo 2015, ore 20:45 28ª giornata | AZ Alkmaar | 2 – 1 | Cambuur |  |

| 5 aprile 2015, ore 12:30 29ª giornata | AZ Alkmaar | 1 – 4 | Feyenoord |  |

| 11 aprile 2015, ore 19:45 30ª giornata | Heerenveen | 5 – 2 | AZ Alkmaar |  |

| 18 aprile 2015, ore 18:30 31ª giornata | AZ Alkmaar | 3 – 1 | ADO Den Haag |  |

| 26 aprile 2015, ore 16:45 32ª giornata | Twente | 0 – 2 | AZ Alkmaar |  |

| 10 maggio 2015, ore 14:30 33ª giornata | AZ Alkmaar | 3 – 2 | NAC Breda |  |

| 17 maggio 2015, ore 14:30 34ª giornata | Excelsior | 1 – 4 | AZ Alkmaar |  |